# Културно-историјски споменици Требиња
Културно-историјски споменици Требиња настали кроз векове као део веома бурне историје Требиња данас су богато историјског наслеђа овог града које претставља главну туристичку понуду за развој транзитног, ђачког и верског туризма. За разлику од осталих херцеговачких градића у Требињу је највише изражено присуство, културно-историјских споменика насталих под утицајем приморских и оријенталних утицаја.

## Опште информације
Међу културно-историјским споменицима Требиња, у данашњем изгледу овог древног града на Требишњици посебно се истичу следеће целине:
- Споменик припроде
- Археолошки локалитети
- Старо урбано језгро из османског периода
- Грађевине настале у доба Аустроугарске
- Грађевине и други објекти новијег датума.

## Списак културно-историјских споменика

### Музеј Херцеговине
Музеј је основан 1952. године. Прво археолошко ископавање музеј је обавио 1957. године на цркви Св.етог Петра у Завали. Прву публикацију, под називом Требиње I, Василија Кораћа, издао је 1966. године. Године 1975. године Музеј је покренуо издавање часописа Трибунија. У овом објекту могу се видети разноврсне поставке, од приказа начина живота у Источној Херцеговини, до слика познатих аутора.
Тренутно Музеј располаже са око 1.500 m² корисног простора, од чега је око 800 m² изложбени простор.
Сталне поставке и легати:
| Поставка                                    | Опис |
| ------------------------------------------- | --- |
| Дучићева збирка                             | Ова збирка поседује следеће уметничким експонатима: - 72 експоната камене пластике, - 14 уметничких слика домаћих и иностраних сликара, таписерија, мозаик, јапански вез, - одликовања Јована Дучића, амбасадорска одора и рукописе - Стална етнолошка поставка Народни живот и култура Срба у источној Херцеговини у другој половини 19. века и првој половини 20 века; |
| Стална археолошка поставка                  | Садржи експонатима почев од каменог доба до средњег века; |
| Меморијална изложба слика Атанасије Поповић | Садржи 43 уметничке слике овог сликара, дар граду Требињу сликаревог брата Уроша Поповића |
| Културне манифестације                      | У просторима Музеја Херцеговине одржавају се повремене изложбе, поетски рецитали, промоције књига и музички концерти. |

- Музеј Херцеговине у Требињу
- Музеј Херцеговине у Требињу
- Униформа Јована Дучића у музеју
- Ордени Јована Дучића у музеју

| Легат                                      | Опис |
| ------------------------------------------ | --- |
| Легат сликарке Милене Шотре                | Овај легат поседдује 24 уметничке слике са мотивима Херцеговине и Путопис по Русији и 15 графика сликаркиног брата, познатог графичара Бранка Шотре; |
| Легат академског сликара Милорада Ћоровића | Овај легат поседдује 57 уметничких слика; |
| Легат књижевника и вајара Радована Ждрала  | Овај легат поседдује 122 скулптуре израђене од полудрагог камена.                                                                                    |
| Легат Дубравке Кујачић                     | Овај легат поседује депаданс на Ушћу (Ластва), у коме се приређују повремене изложбе, промоције, концерти...                                         |

Поред ових сталних поставки и легата, у фундусу Музеја Херцеговине налази се око 400 уметничких слика, графика, скулптура и других предмета. Музеј поседује и значајну збирку библиотечке грађе (библиотека са стручним књигама из различитих области науке, културе и уметности).

### Херцеговачка Грачаница
Назив Грачаница добила је по томе што Манастирска црква представља верну копију цркве манастира Грачанице са Косова и Метохије, задужбине краља Милутина (1282—1321).
Саграђена је 2000. године на брду Црквина изнад Требиња, са жељом да изврши тестамент српског песника Јована Дучића, родом из Требиња. Његови посмртни остаци пренети су из Сједињених Америчких Држава и сахрањени у крипти манастирске цркве. Мотиви који украшавају њен под, преузети су из тзв. Призренског патоса који је красио под задужбине Душана Силног (краљ 1331—1346, цар 1346—1355), Светих Архангела код Призрена.
Спомен комплекс (манастирску порту) чине црква Пресвете Богородице са звоником, владичански двор, библиотека, амфитеатар, галерија, салон за банкете, чесма и летња башта.

### Манастир Тврдош
Манастир је подигнут на темељима једне црквице која датира из 4. века, пре времена када су Срби као народ примили хришћанство, што говори о традицији и дуговечности хришћанства на просторима Херцеговине. Темељи те цркве се могу видети у манастиру, јер је део пода манастира одрађен у стаклу тако да се кроз те „прозоре“ на поду виде темељи прастаре цркве.
Тврдош са рушевинама старог манастира лежи на кршевитој брегу поред пута који из Требиња води у Љубиње.
Данашњи Манастир Тврдош подигнут је око 1509, а 1517. године фреско-сликама декорисао га је дубровачки живописац Вице Ловров. У другој половини 16. и 17. веку у Тврдошу су живели херцеговачки митрополити. Одатле потиче име Требињској епархији.
У сукобу са Турцима манастир је разорила Млечани 1694. године.
Првих година 18. века било је неколико покушаја да се обнови разорени манастир. У том настојању истакли су се митрополит Нектарије и игуман Исаије.

### Саборни храм Светог Преображења
Овај саборни храм, који је грађена од 1888. до 1908. године, налази се у парку Јована Дучића у центру Требиња. Иконостас је радио је црногорски умјтник Марко Греговић. Храм је детаљно реновиран 1957. и 2008. године, када је позлаћени крст подигнут на 38 метара високи звоник. Позлату је урадио мајстор Алексеј Иванчев из Новог Сада. Живопис је започет 2009. године. Наос и припрату је живописала екипа из Београда под вођством фрескописца Александра Живадиновића. У црквеној порти уређен је парк са језерцетом и мостом и мобилијаром за најмлађе.
Поред цркве налази се епархијски дом са библиотеком, у којој је 1908. основана Српска школа. У саставу храма ради хор Светог Василија Острошког и фолклорно друштво.

### Манастир Дужи
Манастир је у 16. и 17. веку био метох манастира Тврдош. Након што је 1694. године манастир Тврдош разорен, монаси вођени митрополитом херцеговачким Саватијем Љубибратићем прешли су у манастир Дужи и обнављили га.
Једно време у манастиру је било седиште митрополита херцеговачког све до укидања Пећке патријаршије 1776. године.
Манастирска црква је једнобродна грађевина са полукружним олтаром. У њој се чувају рукописане црквене књиге из периода од 17. до 19. века које су донели руски калуђери из Кијева и Москве. У манастиру се чува и честица Часног крста, а један од приложника манастира био је и гроф Сава Владисављевић.
Манастир је више пута пљачкан и пустошен. Највише је био на удару у другој половини 19. века. У периоду између Првог и Другог светског рата, у манастиру су боравили руски монаси који су избегли из Русије након револуције. Руски монаси су убијени средином 1941. године. Манастир је у периоду рата у Хрватској (1992-1995) гранатиран од стране хрватске војске из правца Дубровника, али није страдао.

### Петро Павлов манастир
Смештен је у Петровом Пољу, неколико километара западно од Требиња. У његовој близини се налази Павлова пећина, у коју је по предању навраћао Свети апостол Павле на свом путовању за Рим. У близини манастира налазе се рушевине за које се верује да су остаци храмова светих апостола Петра и Павла с почетка 11. века (а можда и из шестог).
Садашњи манасти, изграђен је на темељима старе цркве, подигнут је с почетка 20 века, када је изграђен нова Црква Светог Петра (1906). Како је подизање новог црквеног здања на темељима старе цркве било је извршено без претходно обављених стручних истраживања, причињена је трајна штета на овом локалитету. Тек након накнадних археолошких истраживања, која су извршена средином 20. и почетком 21. века, дошло се до значајних открића у околини новоподигнутог храма.

### Манастир Завала
Манастир који је удаљен око 40 километара југозападно од Требиња, у непосредној близини Поповог Поља.
По народном предању задужбина је краља Драгутина. Најчешће се датује у 1271. година, према урезаном запису на једном старом манастирском печату. Црква се наслања на природну пећину, и њен изгед и архитектура условљени су овим положајем.
Црква је посвећена ваведењу Пресвете Богородице. У овом манастиру један од искушеник био је и Свети Василије Острошки. Унутрашњост цркве је живописана фрескама, које су рад познатог хиландарског монаха Георгија Митрофановића, великог српског зографа 17. века, који је и живописац манастира Хиландар на Светој гори.

### Манастир Добрићево
Манастир који је име је добио по Добрићеву, највероватније датира из 13. века. Према легенди, саградили су га цар Константин и царица Јелена по повратку из Рима, који су привремено боравећи на овом месту закључила да би у Добрићеву требало саградити цркву и манстир.
Црква је сазидана у облику крста у византијском стилу, а посвећена је Ваведењу Пресвете Богородице.
Од свог постојања манастир је три пута паљен. Први пут 1694. године, други пут за време Првог светског рата, и трећи пут у Другом светском рату.
Манастирска порта, са свим објектима у њеној околини није на старом месту на коме је првомитно вековима лоцирана. Пре измештања манастир се налазио на узвишици на десној обали реке Требишњице, на херцеговачко-црногорској граници.
Наиме након изградње ХЕ Требишњица, због опасности да се манастир нађе под водом, 1959. године Земаљски завод за заштиту споменика културе Босне и Херцеговине основао је комисију, која је предложила да се у циљу спашавања манастир Добрићево изместити на другу локацију. Ново Добрићево је тако настало на десетак километара од Билеће, и око двадесетак километара од Требиња

### Црква Светог Василија Тврдошког и Острошког у селу Мркоњићи
Црква се налази у селу Мркоњићи на источној страни Поповог поља на путу Требиње – Љубиње. У овом селу под крштеним именом Стојан, 28. децембра 1610. године од мајке Анастасије и оца Петра Јовановића, којиће касније бити проглашен за светог оца Василије Острошки   Њему у спомен у селу је подигнут храм на темељима родне куће великог божјег угодника на десној страни пута када се долази из правца Требиња. Храм је свечано освећен на празник Светог Василија Тврдошког и Острошког Чудотворца, 12. маја 1998. године.
На левој страни пута налази се храм Светог Николаја у коме је светитељ крштен. Поред храма је гробље у коме почива и Света Ана, мајка Светог Василија.

### Црква Светог Климента
Ова црква која је у народу позната и као Климентица, налази се на десној обали реке Требишњице, у селу Мостаћи. Сматра се једном од најстаријих цркви у источној Херцеговини.
Грађена је у стилу медитеранских средњовековних црквица од притесаног камена. Живописана је по сваим зидним површинама од дна до врха, у доба српског патријарха Пајсија I (1614—1647) и херцеговачког митрополита Симеона (1615—1630) Њена фрескодекорација свсртава је међу најзначајниј цркве из периода османске окупације Херцеговине. Због ових вредности сврстана је у културно-историјски споменик од посебног значаја за Републику Српску и Босну и Ххерцеговину.

### Црква Светог Илије у селу Месари
Саграђена је на врху Илијиног брда  (Илијина главица) у селу Месари, северно од магистралног пута Требиње - Мостар, на ободу Поповог поља, 20 километара западно од Требиња. Црква је триконхос, више пута преправљан (посљедњи пут, према натпису на архитравној греди, 1897. године). Грађена је у периоду од 9. до 11. века са прероманичкоим стилским елементима. Спада међу најстарије грађевине у Херцеговини.
Црква Светог Илије са праисторијском гробном гомилом (тумулусом) и некрополом са стећцима у Месарима проглашена је за национални споменик Босне и Херцеговине  2008. године.

### Црква Светог Арханђела
Саграђена је селу Аранђелову код Ластве, источно од Требиња, на око 1 км јужно од остатка средњовековног града Клобук. Писаних докази о времену њене градњие нема. Према неписаним предањима претпоставља да је саграђена крајем 16. или с почетка 17. века.

### Католичка катедрала рођења Блажене Девице Марије
Ова католочка катедрала изграђена је у средњем веку, чији први спомен је у були Бенедикта VIII (1012 —1024), издатој 27. септембра 1022. године.
Током више од 10 векова постојања бискупија је пролазила кроз разне политичке и друштвене промене. У част рођења Блажене девице Марије у Требињу проглашена је катедралом 31. маја 1984. година.

### Осман-пашина џамија
Налази на највећем требињском тргу у Старом граду, једином старом граду грађеном у Отоманском периоду у ком се осећа архитектонски утицај медитерана дефинсан великим кућним отворима и широким улицама са две пјацете (трга поплочаним већ излизаним и испуцалим каменим плочама), око којих је и настајало насеље. Џамија је недалеко од градске капије (Хаџихасановића куле) односно, у аустријском периоду, изграђене улазне грађевине изнад тунела и “на чекме” ћуприје.
Грађена је са елеменатима медитеранске архитектуре. Једна је од најпространија џамија у Херцеговини. Осман-паша је као пратеће објекте подигао у близини џамије још мекдеб и медресу, који су били прве просветне установе у Требињу.
За време последњег рата у Босни Херцеговини џамија је срушена. Камен темељац за обнављање је постављен 5. маја 2001. Обновљена џамија је свечано отворена 15. јула 2005. године, и има аутентичан излгед и димензије, јер је обнављана од истих материјала који су коришћени у њеној градњи.

### Султан Ахмедова (Царева) или стара (Атик) џамија
Ова џамија се налази у Старом граду „Кастел“, недалеко од десне обале реке Требишњице. Грађена је од тесаног камена и покривена четворострешњим кровом под плочом. Уз десни зид приграђена јој је камена мунара октогоналног облика висока око 12 метара. Градили су је дубровачки мајстори. У њезиној градњи има елемената медитеранске архитектуре.
За време последњег рата у Босни и Херцеговини џамија је срушена. Камен темељац за обнављање постављен је 2011. године, а свечано је отворена 2014. године. Током обнове пронађен је праг првобитне џамије који се данас чува у стаклу унутар ње. Крај џамије се налази мезарје са три нишана.

### Споменик Његошу
Споменик Његошу, који се сматра првим спомеником у свету, подигнут је 1934. године. Пројектовао га је архитекта Брашован, а статуа његоша је дело вајара Томе Росандића.

### Тврђава – Страч
Тврђава Страч, која је изграђена југоисточно изнад Требиња,била је Аустријско војним утврђење. По неким предањима било је друго по величини на Балкану. До њега је могуће доћи пешице и и аутомобилом старим аустријским путем који води од брда Црквина према селу Рапти, а онда десно од Рапти на око 2 km.
Изграђена на самом врху брда, као чудо градитељства за ондашња али и садашња времена, јер је Страч имао 365 просторија, у зидовима који су дебели преко један метар. Све просторије су биле међусобно повезане, имале су систем дотока свежег ваздуха и решено водоснабдевање кишницом, која је сакупљана у великим каптажама у оквиру утврђења. На врху утврђења налазила се гвоздена купола дебљина преко 30 cm. Након Другог светског рата, тврђава Страч је претрпела бројна оштећења.

### Перовића (Арсланагића) мост
Арсланагића мост или од 1993. године Перовића мост, изграђен је 1574. године, за време османлијске окупације као задужбина Мехмед-паша Соколовића. Он је мост посвети свом погинулом сину у борби са Млечанима изгради. Када су Османлије 1687. године поротеране из Херцег Новог, многе османсаке породице су се из овог града доселиле у Требиње. Међу њима је био и извјсни Арслан-ага. Он је добио поседе источно од Требиња: на Зупцима, Нецвјећу и Јасену, и започео да наплаћује мостарину преко моста на Требишњици. По њему се, од тада, мост назива Арсланагића мост.
Након изградњом хидроенергетског система на Требишњици Арсланагића мост је пренешен на нову локацију између насеља Градина (на десној обали реке) и насеља Полице (на левој обали). 

### Бранковића кула
Кула Бранковића у Полицама представља један од старијих и мало познатих споменика херцеговачке  прошлости. Како је старо и првобитно Требиње било смештено од цркве код реке па до врха Црквине која доминира тим делом града, кула Бранковића је смештена у том локалитету и вероватно је била кула стражара градског језгра Требиња.
Ова кула која доминира Требињем и коју становници и данас зову Бранковина, по неким историчарима није припадала породиц Бранковић већ је грчка или турска грађевина.
Међутим постоје и друго мишљење, које због непостојања материјалних доказа, а на основу раположивих историјске податке и постојање Младена, родоначелника породице Бранковића који је 1323. године био господар Требиња, и његова сина Бранка, са сигурношћу сматра је кула Бранковића заиста припадала породици Бранковић.
Тренутно кула није на листи културних споменика Републике Српске, иако потиче из 14. века, што је утицало на небригу и урушавање куле.

### Римски мост Вучија
Римски мост на Вучији који спада у најстарије мостове из римског периода, највероватније је озидан кад и Ластванске куле. Сматра се да је грађен у 8. веку.
Мост се некада звао Стари мост, Грчки мост, мост на Сушици, а становници изван Вучије зову га још и Вучијански мост.
Стари мост на Сушици на Вучији, налази се између де велике стене и спаја два стрма дела испод ријеке. Грађен је од тесаног камена, а горњи лукови од сиге. Насвођење од сиге је састављено је полукружним луковима, тако да има леп изглед који се добро уклапа у природни амбијент.
За време римљана преко моста је пролазио један путни правац од Дубровника за Црну Гору.

### Мичевац код Требиња
Мичевац је стари средњовековни град и археолошки локалитет изграђен у Требињској жупи на десној обали реке Требишњице. Време настанка града је непознато. Према предању наводно га је изградио војвода Мичета (по коме је и добио име). Према дубровачком хроничару Лукарију, Мичевац се први пут спомиње као утврђени град 1042. године.
За време Павловића, херцег Стјепана и његовог сина Владислава, град је имао важну улогу све док није  
1466. године пао, заједно са Требињем, под власт Осмалијског царства.

### Клобук
Истоимени стари град – тврђава, Клобук, који се налази на самој граници Херцеговине са
Црном Гором најстарији је на просторима Босне и хХерцеговине. Основан је у 9. веку, од када је у континуитету у саставу српске средњовековне државе. У старом граду Клобуку су и гробови косовских јунака. До под његове зидове стизале су и Наполеонове трупе.
Данас се у Клобуку налазе само остаци бедема из турског периода када је овај град коначно заузела и разорила Аустроугарска.

### Павлова пећина
Споменик припроде Павлова пећина је jедан од прaисторијских локалитета, смeштен на брду Доли у атару села Бихово, око два километра од Петро Павловог манастира, а према националноим прописима Републике Српске заштићено подручје III категоријe, на на површини од 13,40 ha.
Богата је пећинским накитом, пре свега масивним облицима пећинских стубова грађених од крупних кристала калцита. Састоји се од неколико дворана богато украшених сталактитима и сталагмитима. У унутрашњости пећине се налази и мало језеро за чије воде народ верије да су лековите.
Постоји више народних легенди везаних за пећину, и њено име. Према давном предању, у ову пећину је долазио свети апостол Павле, па јој отуда и име. Он је, кријући се од римске власти, у овој пећини покрштавао народ. На то указује камени олтарски део и икону светог апостола Павла у пећини.